# Joanna Augustynowska

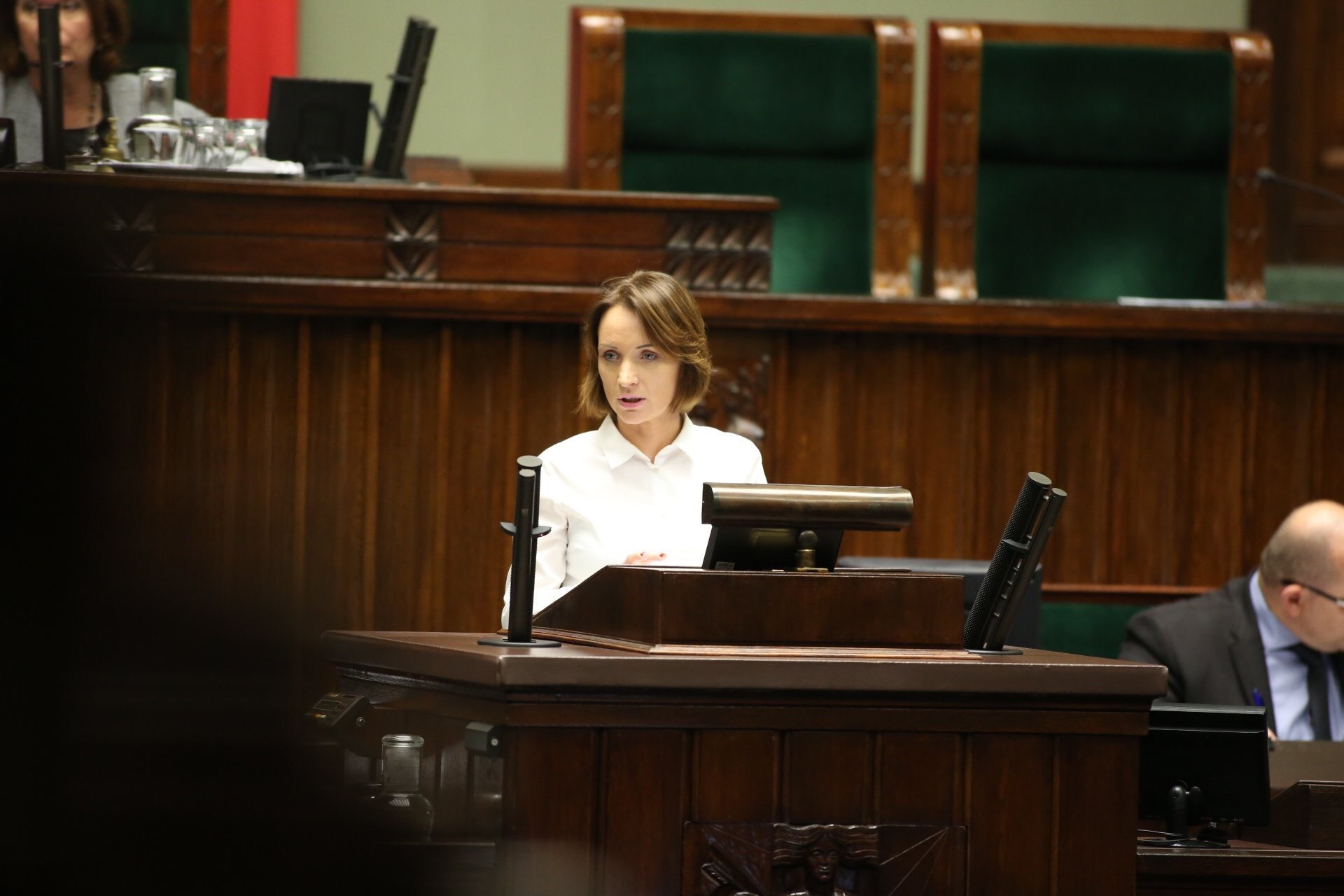
Joanna Augustynowska podczas wystąpienia w Sejmie (2016)

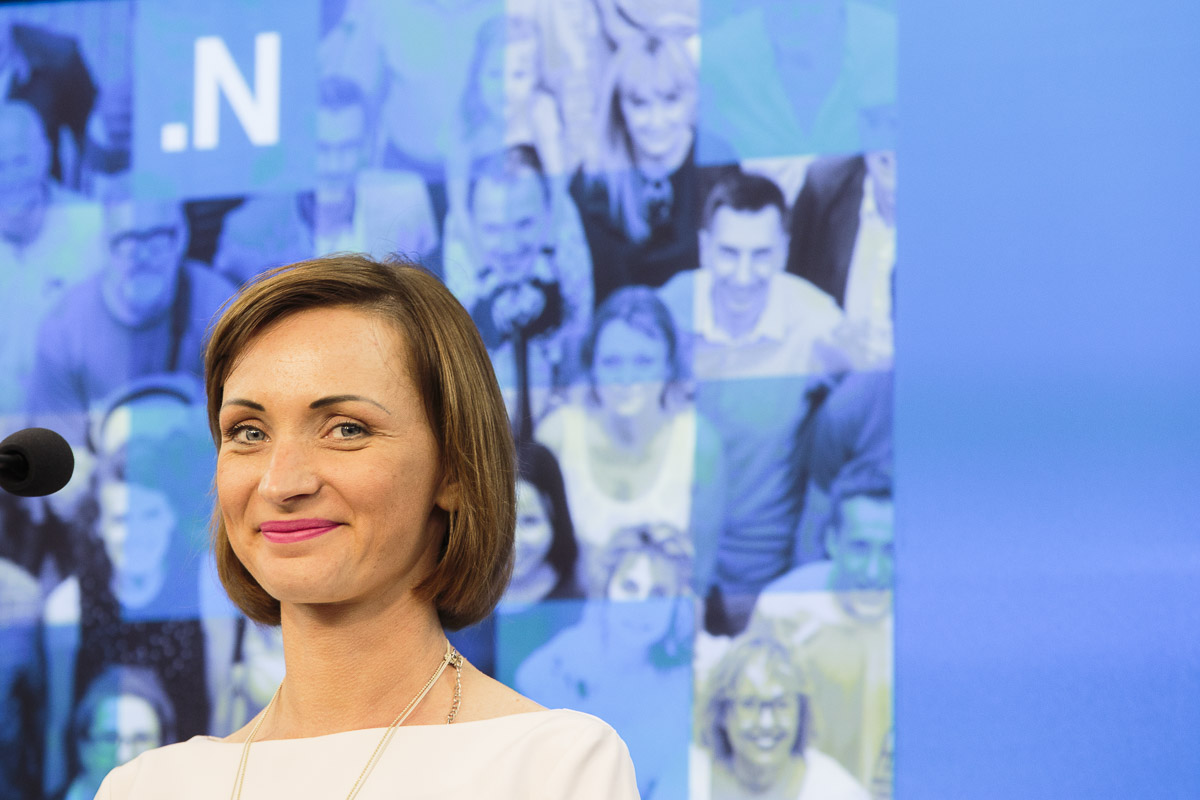
Joanna Augustynowska na konferencji dot. polityki zdrowotnej

Joanna Wiktoria Augustynowska z domu Chaber (ur. 14 czerwca 1979 w Głogowie) – polska polityk, ekonomistka i specjalistka w zakresie prawa pracy, posłanka na Sejm VIII kadencji.

## Życiorys
W 2005 ukończyła studia na Wydziale Zarządzania Wyższej Szkoły Handlowej we Wrocławiu ze specjalnością zarządzanie przedsiębiorstwem, uzyskując tytuł zawodowy magistra. W 2018 została też absolwentką prawa na Wydziale Prawa, Administracji i Ekonomii Uniwersytetu Wrocławskiego. Pracowała jako ekonomistka i specjalistka z zakresu prawa pracy. Współpracowała z przedsiębiorstwami we Wrocławiu w zakresie zasobów ludzkich oraz zarządzania i organizacji pracy. Wykładała w Dolnośląskiej Wyższej Szkole Służb Publicznych „Asesor” we Wrocławiu. Prowadziła jednoosobową działalność gospodarczą, w ramach której doradzała InvestMap.pl, portalowi społecznościowemu zajmującemu się budownictwem i nieruchomościami, należącemu do jej męża. W swojej pracy zajmowała się doradztwem w zakresie zarządzania MSP oraz obsługą inwestorów zagranicznych.
W wyborach samorządowych w 1998 bezskutecznie ubiegała się o mandat radnej Głogowa z listy Sojuszu Lewicy Demokratycznej. Kandydowała do Sejmu RP w wyborach parlamentarnych w 2015 z drugiego miejsca listy Nowoczesnej Ryszarda Petru w okręgu wyborczym nr 3 (Wrocław). Została wybrana na posłankę VIII kadencji, otrzymując 9989 głosów. 12 listopada 2015 złożyła ślubowanie poselskie.
W Sejmie VIII kadencji przystąpiła do Klubu Poselskiego Nowoczesna. Została członkinią sejmowej Komisji Polityki Społecznej i Rodziny, pracowała też w Komisji Polityki Senioralnej (2015–2018) oraz w Komisji do Spraw Petycji (2016–2017). Weszła w skład m.in. grup parlamentarnych polsko-austriackiej, polsko-singapurskiej oraz polsko-szwedzkiej. W 2015 objęła funkcję wiceprzewodniczącej Parlamentarnej Grupy Kobiet, została także członkinią kilkunastu podkomisji i zespołów parlamentarnych. W pierwszym roku wykonywania mandatu posła miała 80 wystąpień na posiedzeniach Sejmu, brała udział w 2074 spośród 2165 głosowań w Sejmie (95,80%). Otworzyła biura poselskie we Wrocławiu oraz w Świdnicy. 11 kwietnia 2017 ogłosiła odejście z Nowoczesnej (po zawieszeniu jej dzień wcześniej w prawach członka partii), a następnego dnia przystąpiła do klubu parlamentarnego Platformy Obywatelskiej. W wyborach w 2019 nie uzyskała poselskiej reelekcji. Została urzędniczką w Kancelarii Senatu i działaczką związku zawodowego OPZZ „Konfederacja Pracy”. Również w 2023 bez powodzenia kandydowała do Sejmu z ramienia Koalicji Obywatelskiej.